# Crucihammus subcruciatus
Crucihammus subcruciatus är en skalbaggsart som beskrevs av Stefan von Breuning 1936. Crucihammus subcruciatus ingår i släktet Crucihammus och familjen långhorningar. Inga underarter finns listade i Catalogue of Life.